# A Dean Martin
A Dean Martin è la prima raccolta discografica di Fabio Concato, pubblicata nel 1983 dalla Lotus. 
È una sorta di best of dei primi due album Storie di sempre e Svendita totale.

## Tracce
1. A Dean Martin
2. Breve sogno
3. Festa nera
4. Mi fai compagnia
5. Axen
6. Poterti avere qui
7. P... come
8. Vito
9. Misto di poesia
10. Pussy
11. Devi ridere
12. Il barbone